# Juan Maria de Salvatierra
Juan Maria de Salvatierra y Vizconti, né le 15 novembre 1648 à Milan (Italie) et décédé le 17 juillet 1717 à Guadalajara (Mexique), est un prêtre jésuite italo-espagnol, missionnaire et explorateur en Basse-Californie (Nouvelle-Espagne). 

## Biographie
Né d'un père espagnol et d'une mère italienne, il est élève des Jésuites à Parme avant d'entrer dans la Compagnie de Jésus en 1668. Au terme de sa formation comme jésuite il demande à être envoyé dans les missions lointaines. Il est envoyé en 'Nouvelle-Espagne' (aujourd'hui: Mexique) en 1675 où il devient professeur à Puebla. En juin 1680, il part évangéliser les Tarahumaras du Chihuahua et va demeurer parmi eux pendant dix ans. 
Il convainc le père Eusebio Kino de partir avec lui le 10 octobre 1697 en explorateur avec le projet de convertir les Indiens de la Baja de California. Il fonde alors sa première mission à Loreto le 19 octobre. Durant sept années, il travaille à la fondation de six missions. Il sera entre autres aidé par le frère Juan de Ugarte. La méthode d'évangélisation de Salvatierra retient l'attention par son originalité. Il utilise la musique et la danse pour attirer les Indiens. Lui-même se familiarise aux musiques locales. Sa stratégie rappelle celle des Jésuites en Asie, stratégie d'accomodation. 
Après vingt années comme missionnaire et deux ans comme provincial des Jésuites de Nouvelle-Espagne (1704-1706), il est rappelé à Mexico pour, à la demande du roi et du gouverneur, écrire une histoire de la Californie. Mais, il meurt à Guadalajara sur le chemin du retour.

## Œuvres
- Cartas sobre la Conquista espiritual de Californias (1698)
- Nuevas cartas sobre Californias (1699)
- Report on how the First Cattle Came to California (1709)